# Лазниця (Марибор)
Лазниця (словен. Laznica) — поселення в общині Марибор, Подравський регіон‎, Словенія.